# Campeonato Mundial de Atletismo en Pista Cubierta de 2022
El XVIII Campeonato Mundial de Atletismo en Pista Cubierta se celebró en Belgrado (Serbia) entre el 18 y el 20 de marzo de 2022 bajo la organización de World Athletics y la Federación Serbia de Atletismo.
Las competiciones se realizaron en la Štark Arena de la capital serbia. 
Los atletas de Rusia y Bielorrusia fueron excluidos de este campeonato debido a la invasión rusa de Ucrania.

## Calendario
| S | Series | ½ | Semifinales | F | Final |

| Fecha →           | 18 de marzo | 18 de marzo | 19 de marzo | 19 de marzo | 19 de marzo | 20 de marzo | 20 de marzo | 20 de marzo |
| Evento ↓          | M           | T           | M           | T           | T           | M           | T           | T           |
| ----------------- | ----------- | ----------- | ----------- | ----------- | ----------- | ----------- | ----------- | ----------- |
| 60 m              |             |             | S           | ½           | F           |             |             |             |
| 400 m             | S           | ½           |             | F           | F           |             |             |             |
| 800 m             | S           |             |             | F           | F           |             |             |             |
| 1500 m            |             |             | S           |             |             |             | F           | F           |
| 3000 m            | S           |             |             |             |             | F           |             |             |
| 60 m vallas       |             |             |             |             |             | S           | ½           | F           |
| Relevo 4 x 400 m  |             |             |             |             |             | S           | F           | F           |
| Salto de longitud |             | F           |             |             |             |             |             |             |
| Triple salto      | F           |             |             |             |             |             |             |             |
| Salto de altura   |             |             |             |             |             | F           |             |             |
| Salto con pértiga |             |             |             |             |             |             | F           | F           |
| Peso              |             |             |             | F           | F           |             |             |             |
| Heptatlón         | F           | F           | F           | F           | F           |             |             |             |

| Fecha →           | 18 de marzo | 18 de marzo | 18 de marzo | 19 de marzo | 19 de marzo | 19 de marzo | 20 de marzo | 20 de marzo |
| Evento ↓          | M           | T           | T           | M           | T           | T           | M           | T           |
| ----------------- | ----------- | ----------- | ----------- | ----------- | ----------- | ----------- | ----------- | ----------- |
| 60 m              | S           | ½           | F           |             |             |             |             |             |
| 400 m             | S           | ½           | ½           |             | F           | F           |             |             |
| 800 m             |             |             |             | S           |             |             |             | F           |
| 1500 m            | S           |             |             |             | F           | F           |             |             |
| 3000 m            |             | F           | F           |             |             |             |             |             |
| 60 m vallas       |             |             |             | S           | ½           | F           |             |             |
| Relevo 4 x 400 m  |             |             |             |             |             |             | S           | F           |
| Salto de longitud |             |             |             |             |             |             |             | F           |
| Triple salto      |             |             |             |             |             |             | F           |             |
| Salto de altura   |             |             |             | F           |             |             |             |             |
| Salto con pértiga |             |             |             |             | F           | F           |             |             |
| Peso              |             | F           | F           |             |             |             |             |             |
| Pentatlón         | F           | F           | F           |             |             |             |             |             |

## Medallistas

### Masculino
| Evento                    | Oro                                                                                 | Plata                                                                            | Bronce                                                                                 |
| ------------------------- | ----------------------------------------------------------------------------------- | -------------------------------------------------------------------------------- | -------------------------------------------------------------------------------------- |
| 60 m (19.03)              | Marcell Jacobs · Italia · 6,41 s                                                    | Christian Coleman Estados Unidos 6,41 s                                          | Marvin Bracy Estados Unidos 6,44 s                                                     |
| 400 m (19.03)             | Jereem Richards Trinidad y Tobago 45,00                                             | Trevor Bassitt Estados Unidos 45,05                                              | Carl Bengtström · Suecia · 45,33                                                       |
| 800 m (19.03)             | Mariano García · España · 1:46,20                                                   | Noah Kibet Kenia 1:46,35                                                         | Bryce Hoppel Estados Unidos 1:46,51                                                    |
| 1500 m (20.03)            | Samuel Tefera Etiopía 3:32,37                                                       | Jakob Ingebrigtsen · Noruega · 3:33,02                                           | Abel Kipsang Kenia 3:33,36                                                             |
| 3000 m (20.03)            | Selemon Barega Etiopía 7:41,38                                                      | Lamecha Girma Etiopía 7:41,63                                                    | Marc Scott Reino Unido 7:42,02                                                         |
| 60 m vallas (20.03)       | Grant Holloway Estados Unidos 7,39                                                  | Pascal Martinot-Lagarde Francia 7,50                                             | Jarret Eaton Estados Unidos 7,53                                                       |
| Salto de altura (20.03)   | Woo Sang-Hyeok Corea del Sur 2,34 m                                                 | Loïc Gasch · Suiza · 2,31 m                                                      | Gianmarco Tamberi · Italia · Hamish Kerr · Nueva Zelanda · 2,31 m                      |
| Salto con pértiga (20.03) | Armand Duplantis · Suecia · 6,20 RM                                                 | Thiago Braz · Brasil · 5,95                                                      | Christopher Nilsen Estados Unidos 5,90                                                 |
| Salto de longitud (18.03) | Miltiadis Tentoglu · Grecia · 8,55                                                  | Thobias Montler · Suecia · 8,38                                                  | Marquis Dendy Estados Unidos 8,27                                                      |
| Triple salto (18.03)      | Lázaro Martínez · Cuba · 17,64                                                      | Pedro Pichardo Portugal 17,46                                                    | Donald Scott Estados Unidos 17,21                                                      |
| Peso (19.03)              | Darlan Romani · Brasil · 22,53                                                      | Ryan Crouser Estados Unidos 22,44                                                | Tomas Walsh Nueva Zelanda 22,31                                                        |
| 4 × 400 m (20.03)         | Bélgica · Julien Watrin · Alexander Doom · Jonathan Sacoor · Kévin Borlée · 3:06,52 | España · Bruno Hortelano · Iñaki Cañal · Manuel Guijarro · Bernat Erta · 3:06,82 | Países Bajos · Taymir Burnet · Nick Smidt · Terrence Agard · Tony van Diepen · 3:06,90 |
| Heptatlón (19.03)         | Damian Warner · Canadá · 6489 pts.                                                  | Simon Ehammer · Suiza · 6363 pts.                                                | Ashley Moloney Australia 6344 pts.                                                     |

### Femenino
| Evento                    | Oro                                                                                         | Plata                                                                                   | Bronce                                                                                            |
| ------------------------- | ------------------------------------------------------------------------------------------- | --------------------------------------------------------------------------------------- | ------------------------------------------------------------------------------------------------- |
| 60 m (18.03)              | Mujinga Kambundji · Suiza · 6,96 s                                                          | Mikiah Brisco Estados Unidos 6,99 s                                                     | Marybeth Sant-Price Estados Unidos 7,04 s                                                         |
| 400 m (19.03)             | Shaunae Miller-Uibo Bahamas 50,31                                                           | Femke Bol · Países Bajos · 50,57                                                        | Stephenie Ann McPherson Jamaica 50,79                                                             |
| 800 m (20.03)             | Ajeé Wilson Estados Unidos 1:59,09                                                          | Freweyni Hailu Etiopía 2:00,54                                                          | Halimah Nakaayi Uganda 2:00,66                                                                    |
| 1500 m (19.03)            | Gudaf Tsegay Etiopía 3:57,19                                                                | Axumawit Embaye Etiopía 4:02,29                                                         | Hirut Meshesha Etiopía 4:03,39                                                                    |
| 3000 m (18.03)            | Lemlem Hailu Etiopía 8:41,82                                                                | Elinor St. Pierre Estados Unidos 8:42,04                                                | Ejgayehu Taye Etiopía 8:42,23                                                                     |
| 60 m vallas (19.03)       | Cyréna Samba-Mayela Francia 7,78                                                            | Devynne Charlton Bahamas 7,81                                                           | Gabriele Cunningham Estados Unidos 7,87                                                           |
| Salto de altura (19.03)   | Yaroslava Mahuchij · Ucrania · 2,02 m                                                       | Eleanor Patterson Australia 2,00 m                                                      | Nadezhda Dubovitskaya · Kazajistán · 1,98 m                                                       |
| Salto con pértiga (19.03) | Sandi Morris Estados Unidos 4,80                                                            | Katie Nageotte Estados Unidos 4,75                                                      | Tina Šutej Eslovenia 4,75                                                                         |
| Salto de longitud (20.03) | Ivana Vuleta Serbia 7,06                                                                    | Ese Brume Nigeria 6,85                                                                  | Lorraine Ugen Reino Unido 6,82                                                                    |
| Triple salto (20.03)      | Yulimar Rojas · Venezuela · 15,74 RM                                                        | Maryna Bej-Romanchuk · Ucrania · 14,74                                                  | Kimberly Williams Jamaica 14,62                                                                   |
| Peso (18.03)              | Auriol Dongmo Portugal 20,43                                                                | Chase Ealey Estados Unidos 20,21                                                        | Jessica Schilder · Países Bajos · 19,48                                                           |
| 4 × 400 m (20.03)         | Jamaica Junelle Bromfield Janieve Russell Roneisha McGregor Stephenie Ann McPherson 3:28,40 | Países Bajos · Lieke Klaver · Eveline Saalberg · Lisanne de Witte · Femke Bol · 3:28,57 | Polonia · Natalia Kaczmarek · Iga Baumgart-Witan · Kinga Gacka · Justyna Święty-Ersetic · 3:28,59 |
| Pentatlón (18.03)         | Noor Vidts · Bélgica · 4929 pts.                                                            | Adrianna Sułek · Polonia · 4851 pts.                                                    | Kendell Williams Estados Unidos 4680 pts.                                                         |

## Medallero
| Núm. | País              | Oro | Plata | Bronce | Total |
| ---- | ----------------- | --- | ----- | ------ | ----- |
| 1    | Etiopía           | 4   | 3     | 2      | 9     |
| 2    | Estados Unidos    | 3   | 7     | 9      | 19    |
| 3    | Bélgica           | 2   | 0     | 0      | 2     |
| 4    | Suiza             | 1   | 2     | 0      | 3     |
| 5    | Suecia            | 1   | 1     | 1      | 3     |
| 6    | Bahamas           | 1   | 1     | 0      | 2     |
| 6    | Brasil            | 1   | 1     | 0      | 2     |
| 6    | España            | 1   | 1     | 0      | 2     |
| 6    | Francia           | 1   | 1     | 0      | 2     |
| 6    | Portugal          | 1   | 1     | 0      | 2     |
| 6    | Ucrania           | 1   | 1     | 0      | 2     |
| 12   | Jamaica           | 1   | 0     | 2      | 3     |
| 13   | Italia            | 1   | 0     | 1      | 2     |
| 14   | Canadá            | 1   | 0     | 0      | 1     |
| 14   | Corea del Sur     | 1   | 0     | 0      | 1     |
| 14   | Cuba              | 1   | 0     | 0      | 1     |
| 14   | Grecia            | 1   | 0     | 0      | 1     |
| 14   | Serbia            | 1   | 0     | 0      | 1     |
| 14   | Trinidad y Tobago | 1   | 0     | 0      | 1     |
| 14   | Venezuela         | 1   | 0     | 0      | 1     |
| 21   | Países Bajos      | 0   | 2     | 2      | 4     |
| 22   | Australia         | 0   | 1     | 1      | 2     |
| 22   | Kenia             | 0   | 1     | 1      | 2     |
| 22   | Polonia           | 0   | 1     | 1      | 2     |
| 25   | Nigeria           | 0   | 1     | 0      | 1     |
| 25   | Noruega           | 0   | 1     | 0      | 1     |
| 27   | Nueva Zelanda     | 0   | 0     | 2      | 2     |
| 27   | Reino Unido       | 0   | 0     | 2      | 2     |
| 29   | Eslovenia         | 0   | 0     | 1      | 1     |
| 29   | Kazajistán        | 0   | 0     | 1      | 1     |
| 29   | Uganda            | 0   | 0     | 1      | 1     |
|      | TOTAL             | 26  | 26    | 27     | 79    |